# Česká ženská fotbalová reprezentace
Česká ženská fotbalová reprezentace vznikla v roce 1993 jako nástupce Československé ženské fotbalové reprezentace. 
Na mistrovství světa ve fotbale žen, mistrovství Evropy ve fotbale žen ani na olympijských hrách česká reprezentace dosud nestartovala. V letech 1997, 2001, 2005, 2009, 2021 a 2025 hrála baráž o postup na ME. Jeden z výsledků v historii je šesté místo na turnaji Cyprus Cup v roce 2015. Na Univerziádě 2015 obsadil český výběr osmé místo. K 15. prosinci 2023 figuruje tým na 28. místě žebříčku FIFA.